# King of Rock
| Оценки критиков               | Оценки критиков |
| Источник                      | Оценка          |
| ----------------------------- | --------------- |
| AllMusic                      | [ 1 ]           |
| Chicago Tribune               | [ 2 ]           |
| Encyclopedia of Popular Music | [ 3 ]           |
| Pitchfork                     | 5.7/10          |
| Rolling Stone                 | [ 5 ]           |
| The Rolling Stone Album Guide | [ 6 ]           |
| Spin Alternative Record Guide | 6/10            |
| The Village Voice             | B+              |

King of Rock (с англ. — «Король Рока») — второй студийный альбом американской рэп-группы Run-D.M.C., выпущенный 21 января 1985 года лейблом Profile Records. Альбом был спродюсирован Расселлом Симмонсом и Ларри Смитом.
King of Rock стал первым рэп-альбомом, выпущенным на компакт-дисках. Альбом показывает, что группа усовершенствовала свой подход к рэп-року, при этом она придерживается всем хорошо известного стиля. Песня «Roots, Rap, Reggae» стала одним из первых гибридов рэпа и дэнсхолла.
King of Rock достиг 52 места в чарте Billboard 200 и 12 места в чарте Top R&B/Hip Hop Albums в американском журнале Billboard. Альбом сначала был сертифицирован как «золотой» 3 июня 1985 года, прежде чем был сертифицирован как «платиновый» 18 февраля 1987 года.
Альбом содержит 4 сингла, которые попали в чарты журнала Billboard: «King of Rock», «You Talk Too Much», «Jam-Master Jammin’» и «Can You Rock It Like This». Песня «King of Rock» достигла 80 места в чарте UK Top 100 в Великобритании 16 марта 1985 года.
Альбом был переиздан на лейбле Arista Records в 1999 и 2003 году, расширенное ремастеринговое издание вышло в 2005 году и содержало 4 ранее неизданных песни.

## Об альбоме
На их втором альбоме Run-D.M.C. расширили свою музыкальную палитру. Само название альбома было в равной степени предупреждением, заявлением о намерениях и обоснованной похвалой. King of Rock означал намерения группы вытащить хип-хоп из периферии окраинных районов на центральную сцену. Это была золотая эра в эволюции современной музыки; время и место, в котором хип-хоп назывался «рэпом», MTV определял каким будет жанр «рок», и Run-D.M.C. были королями обоих жанров.
Музыка на альбоме была создана группой Orange Krush при помощи драм-машины Oberheim DMX и яростных скрэтчей Джем Мастер Джея, смешанных в гитарном рифе. D.M.C. однажды прокомментировал этот факт: «Люди забывают о Ларри Смите, но Ларри Смит владел хип-хопом и рэпом. Он спродюсировал наши первые два альбома, и он продюсировал альбомы группы Whodini. Рэп-рок-звучание — это была концепция Ларри Смита, а не Рика Рубина. Рик изменил историю, но Ларри был там первым. Вообще-то, я и Ран были против гитары».
Название для альбома придумал Кори Роббинс, совладелец лейбла Profile Records. Он сказал: «Я не беру на себя ответственность за название песни, но мне пришла в голову идея назвать альбом так, основываясь на названии песни. Тогда это было настолько возмутительно, что рэперы называли себя королями рока, а не королями рэпа. Это было бы очевидным названием, потому что они уже были королями рэпа. И они, конечно же, ещё не считались королями рока. Вот почему это оказалось таким классным названием: оно оказалось правдой. Они стали рок-н-роллом, в некотором смысле; их ставили на рок-радиостанциях. Название 'King Of Rap' или 'Kings Of Rap' ничего бы им не дало. А название 'King Of Rock' было возмутительным.».
Во время записи этого альбома Run-D.M.C. записали песню «Slow and Low», но, посчитав, что она слишком похожа по звучанию на песню «Together Forever», решили не включать её в альбом. Через год группа Beastie Boys записала свою версию песни «Slow and Low» для дебютного альбома Licensed To Ill. Песня «Slow and Low» в исполнении Run-D.M.C. будет выпущена лишь спустя 20 лет на делюксовом переиздании альбома 2005 года.
Песня «Can You Rock It Like This» была написана 16-летним LL Cool J.
Видеоклип на песню «King Of Rock» стал любимым клипом фанатов на MTV. В нём снялся Калверт ДеФорест, также известный как Larry «Bud» Melman, соведущий на шоу Позднем шоу с Дэвидом Леттерманом на телеканале NBC.

## Появление в фильмах
3 песни из этого альбома позже прозвучали в фильме «Краш Грув», в котором участники Run-D.M.C. сыграли главную роль в апреле 1985 года: «King Of Rock», «Can You Rock It Like This» и «You’re Blind».

## Появление в видеоиграх
Песня «King of Rock» использовалась в видеоиграх: «Thrasher Presents Skate and Destroy» в 1999 году, «Amplitudek» в 2003 году и «Guitar Hero: Aerosmith» в 2008 году.

## Публикации в изданиях
| Издание    | Страна         | Похвала                                                                    | Год  | Позиция |
| ---------- | -------------- | -------------------------------------------------------------------------- | ---- | ------- |
| NME        | Великобритания | 50 альбомов, выпущенных в 1985 году, которые и сегодня звучат великолепно. | 2015 | 44      |
| Rockerilla | США            | Лучший чёрный музыкальный альбом 1985 года                                 | 1985 | 12      |
| Ego Trip   | США            | 25 величайших хип-хоп-альбомов 1979-85 года                                | 1999 | 8       |
| XXL        | США            | 40 лет хип-хопа: 5 лучших альбомов по годам                                | 2014 | -       |
| Complex    | США            | Лучшие рэп-альбомы 80-х                                                    | 2017 | 50      |

## Список композиций
Информация о семплах была взята с сайта WhoSampled.
| # | Название                          | Описание                                                                             | Длительность |
| - | --------------------------------- | ------------------------------------------------------------------------------------ | ------------ |
| 1 | «Rock The House»                  | - Перкуссия: Sam Jacobs - Сведение: The Latin Rascals                                | 2:14         |
| 2 | «King Of Rock»                    | - Гитара: Eddie Martinez - Сведение: Elai Tubo                                       | 5:14         |
| 3 | «You Talk Too Much»               | - Сведение: DJ Red Alert                                                             | 5:59         |
| 4 | «Jam-Master Jammin’»              | - Гитара: Davy D - Сведение: Tony Torrez - Семпл: Billy Squier «The Big Beat» (1980) | 4:20         |
| 5 | «Roots, Rap, Reggae»              | - При участии: Yellowman - Сведение: Randy Murray                                    | 3:12         |
| 6 | «Can You Rock It Like This»       | - Гитара: Eddie Martinez - Сведение: Rick Rubin                                      | 4:13         |
| 7 | «You’re Blind»                    | - Гитара: Bobby Gass, Larry Smith, Rick Rubin - Сведение: Chuck Chillout             | 5:31         |
| 8 | «It’s Not Funny»                  | - Сведение: Jam Master Jay - Семпл: Eddie Murphy «Singers» (1983)                    | 5:35         |
| 9 | «Darryl And Joe (Krush-Groove 3)» | - Сведение: DJ Red Alert                                                             | 6:39         |

### Дополнительные песни
| #  | Название                                                      | Описание | Длительность |
| -- | ------------------------------------------------------------- | --- | ------------ |
| 10 | «Slow and Low (Demo)»                                         | - Песня была записана 14 сентября 1984 года. - Позже была записана группой Beastie Boys для их дебютного альбома Licensed To Ill. - Ранее не издавалась. - Когда Beastie Boys только начинали вливаться в лагерь Def Jam, они сидели на студии и смотрели, как Run-D.M.C. записывали свой альбом King Of Rock. В этом конкретном случае Run-D.M.C. записывали песню «Slow And Low» без обычного рок-звука, а с помощью простой драм-машины Roland TR-808. Группа почувствовала, что песня звучит слишком похоже на песню «Together Forever», и решила оставить её вне альбома. Когда Beastie Boys сказали, что они заинтересованы в ней, Расселл и Рик согласились. | 4:27         |
| 11 | «Together Forever (Krush-Groove 4) (Live at Hollis Park '84)» | - Изначально песня записана Kool DJ Red Alert в парке Hollis Park. - B-Side сингла «Can You Rock It Like This» (1985) - Песня также выходила на сборнике Ultimate Run-D.M.C. (2003) - Записана на студии Chung King Studios. - Впоследствии Джей изменил драм на драм с драм-машины Roland TR-808 и использовал драм Davy DMX для воспроизведения барабанов «там-там». Они добавили в песню толпу, чтобы было ощущение живого концерта, но это определённо не живая запись. | 3:35         |
| 12 | «Jam-Master Jammin' (Remix, Long Version)»                    | - Песня была записана 15 июня 1985 года. - Музыка: Orange Krush, гитара: Rick Rubin - Ранее не издавалась. - Версия, которая была на альбоме King Of Rock, имела гитарную часть, которая была нарезана Davy DMX. Для сингла они хотели сделать звук больше; в результате Рик Рубин перезаписал гитару. Эта расширенная версия песни никогда не была выпущена ранее. | 6:45         |
| 13 | «King of Rock (Live, from Live Aid)»                          | - Песня была записана 13 июля 1985 года в городе Филадельфия, штат Пенсильвания. - Ранее не издавалась на компакт-дисках. - В 1985 году Боб Гелдоф задумал благотворительный концерт под названием Live Aid, доходы от которого пошли на оказание помощи африканским жертвам голода. Проблема заключалась в том, что ни один из артистов, выбранных для выступления, не был африканского происхождения. Билл Адлер, публицист Run-D.M.C в то время, добился того, чтобы они попали в список выступающих. Они были единственными рэперами, которые выступали на Live Aid и были на сцене ровно 8 минут.                                                              | 7:26         |

## Участники записи
- Дэррил Макдэниелс — исполнитель, вокал
- Джейсон Майзелл — исполнитель, вокал, сведение («It’s Not Funny»)
- Джозеф Симмонс — исполнитель, вокал
- Еллоумэн — приглашённый гость («Root, Rap, Reggae»)
- Орандж Краш — музыка
- Расселл Симмонс — продюсер
- Ларри Смит — продюсер, гитара («You’re Blind»)
- Рик Рубин — гитара («You’re Blind»), сведение («Can You Rock It Like This»)
- Эдди Мартинес — гитара («King Of Rock», «Can You Rock It Like This»)
- Дэви «ДиЭмЭкс» Ривз — гитара («Jam-Master Jammin’»)
- Бобби Гасс — гитара («You’re Blind»)
- Сэм Джейкобс — перкуссия («Rock The House»)
- Родди Хаи — инженер, ассистент продюсера
- Зе Латин Раскалз — сведение («Rock The House»)
- Элай Тубо — сведение («King Of Rock»)
- Диджей Ред Алерт — сведение («You Talk Too Much», «Darryl And Joe (Krush-Groove 3)»)
- Тони Торрез — сведение («Jam-Master Jammin’»)
- Рэнди Мюррей — сведение («Root, Rap, Reggae»)
- Чак Чиллаут — сведение («You’re Blind»)
- Херб Пауэрс младший — мастеринг
- И. Джей. Камп — фотограф
- Андреа Кляйн — арт-дирекция

## Чарты

### Еженедельные чарты
| Чарт (1985)                            | Высшая позиция |
| -------------------------------------- | -------------- |
| США (Billboard 200)                    | 52             |
| США (Billboard Top R&B/Hip-Hop Albums) | 12             |

### Синглы
| 1985 | «King Of Rock»              | 14 | 40 | 80 |
| 1985 | «You Talk Too Much»         | 19 | 30 |    |
| 1985 | «Jam-Master Jammin’»        | 53 |    |    |
| 1986 | «Can You Rock It Like This» | 19 |    |    |

## Сертификации
| Регион | Сертификация | Продажи    |
| --- | ------------ | ---------- |
| США (RIAA) | Платиновый   | 1,000,000^ |
| * Данные о продажах приведены только на основе сертификации. ^ Данные о тиражах приведены только на основе сертификации. |              |            |